# 火之洗礼
《火之洗礼》(Chrzest ognia) 是波兰奇幻作家安杰伊·萨普科夫斯基的《猎魔人》系列中第三部长篇小说，1996年由SuperNowa出版。

## 情节
利维亚的杰洛特的伤势恢复后，踏上了寻找“命运之女”希里的旅程。和他同行的有吟游诗人丹德里恩、女猎人米尔瓦、前尼弗伽德骑士卡西尔、矮人卓尔坦·齐瓦和伪装成理发医师的吸血鬼雷吉斯。他们在雅鲁加河附近偶然卷入了尼弗伽德军队和利维亚的女王米薇带领部队的冲突。在帮助米薇女王取胜后，杰洛特被女王正式授予了“利维亚的”封号。

## 改编
电视剧《猎魔人》第三季和第四季各有部分剧情以书中故事为基础。
在游戏《巫师之昆特牌：王权的陨落》中出现了米薇女王赐予杰洛特封号的相关情节。